# Edmond Rousse
Pour les articles homonymes, voir Rousse.
Aimé Joseph Edmond Rousse, né le 18 mars 1817 à Paris où il est mort le 1er août 1906, est un avocat français.

## Biographie
Il s'inscrit au Barreau de Paris, avant de devenir secrétaire de la Conférence des avocats. Membre du conseil de l'Ordre des avocats (1862), puis bâtonnier du barreau de Paris (1870), il est élu membre de l'Académie française en 1880.

## Principales publications
- Discours et études diverses, 1880
- Consultations sur les décrets du 29 mars 1880, 1880
- Discours, plaidoyers et œuvres diverses de M. Edmond Rousse, recueillis et publiés par Fernand Worms, 2 vol., 1884
- Mirabeau, Hachette, Paris, 1891.
- Lettres à un ami, 2 vol., 1900
- Avocats et Magistrats, 1903